# Alison Cerutti
Alison Conte Cerutti (Vitória, Brasil, 7 de diciembre de 1985) es un jugador brasileño de voleibol playa. Fue campeón olímpico en 2016 y subcampeón olímpico en 2012, así como dos veces campeón mundial en 2011 y 2015, y subcampeón mundial en 2009. Participó en 3 Juegos Olímpicos: 2012, 2016 y 2020.

## Comienzo de su Carrera
Comenzó su carrera como profesional junto a Harley el 2006. En 2007 y 2008 compitió junto a Bernardo, con quien tuvo éxito en los Campeonatos Satélite y Challenger. Su primer triunfo en las fechas de la Gira Mundial lo obtuvo junto a Cunha el 2008 en Manama, Baréin. Al año siguiente con Harley consiguió dos primeros lugares, un segundo lugar y tres terceros lugares en Abiertos FIVB, segundo lugar en el Campeonato Mundial de Stavanger el 2009 y segundo lugar en una de las fechas Grand Slam. Estos logros le otorgaron el premio al jugador con más progreso del año 2009 (Most Improved Player).

## Actualidad
En el Campeonato Mundial en Stare Jablonki Alison y Emanuel después de seis partidos victoriosos, fueron vencidos por sus compatriotas Ricardo y Álvaro Filho. El partido por el tercer puesto también lo perdieron contra los alemanes Jonathan Erdmann y Kay Matysik, lo que provocó la separación de la dupla a fines de la temporada.